# Грабовиця (Люблінське воєводство)
Грабовиця (пол. Grabowica) — село в Польщі, у гміні Сусець Томашівського повіту Люблінського воєводства.
Розташоване на Закерзонні (в історичному Надсянні).
Населення — 513 осіб (2011).
У 1975—1998 роках село належало до Замойського воєводства.

## Демографія
Демографічна структура станом на 31 березня 2011 року:
|          | Загалом | Допрацездатний вік | Працездатний вік | Постпрацездатний вік |
| -------- | ------- | ------------------ | ---------------- | -------------------- |
| Чоловіки | 262     | 57                 | 165              | 40                   |
| Жінки    | 251     | 51                 | 128              | 72                   |
| Разом    | 513     | 108                | 293              | 112                  |